# یاوان جانسون
یاوان جانسون (انگلیسی: JaJuan Johnson؛ زادهٔ ۸ فوریهٔ ۱۹۸۹) بازیکن بسکتبال اهل ایالات متحده آمریکا است.
از باشگاه‌هایی که در آن بازی کرده‌است می‌توان به بوستون سلتیکس اشاره کرد.